# 殘心
残心（日语：残心，平假名：ざんしん），是日本的武道以及藝術文化中所使用的詞彙，日語漢字也可寫作残身或残芯（發音相同）。字面上直接翻譯的意思是殘留的警戒心。若更深入的體會則是（武術或藝術的）表演結束後，雖然力氣放鬆或動作已經完成，人依然保持警戒與注意力的狀態。再者，（武術或藝術的）表演完成的同時，並非就此結束，而是仍然保有餘韻，是與日本的美學或禪相關的一種概念。

## 概念
不會做隨便的事、不專注的事或著懼怕的事，反過來說也是一種「美的行為」的持續。
在有對手的場合來說的話，是指不自卑、不懼怕、不驕傲、不自滿的態度，或是對擁有對手這件事抱持感謝之意。無論是什麼樣的對手，都是抱持初次學習以鍛鍊技術向上或是從對手身上學習，不忘所謂的相互扶助的認知的心態，保持緊張感。尊重對手且為對方著想。
在生活中，忘了隨手關門或是東西亂放，又或是專門技藝的學徒忘了收拾東西、怠慢了，會用「沒有殘心」或「沒出現殘心」來形容這些狀況。

## 武道中的残心
武道中的残心是：決定出招後，心身不猶豫。就算對手好像完全喪失了戰鬥力，也有可能是所謂的擬態，一旦大意的話，反而會被利用這個空隙而被反擊也是也有可能的。為了提防此類情況而導向完全勝利，就要保有殘心。
有一首短歌詠嘆這種精神：
|  | 就算摘到櫻花也別大意喔；疾風一吹的話又能如何？ |

在武道中，空手道、弓道、居合道等等，動作結束後的特定的「型」（身體姿勢），考慮與對手的距離，選擇反擊的方法，例如一拍就收刀的動作，也可稱為「殘心」。同時，在對手反擊瞬間的對應準備、更上一層的攻擊準備是準備好自己的身體姿勢與心理狀態。這是比殘心更高一級的昇華，在一個動作之前、動作中或動作結束後也維持一貫的精神狀態的實踐。
舉例而言，弓道中的殘心是射完箭之後，仍然保持身體的姿勢，眼睛專注箭矢所擊中的地方。在劍道中則是保持專注（意識警戒）的姿態，保持隨時能夠針對對手的攻擊或反擊做出反應的身體姿態，稱之為殘心。
沒有殘心就算是技術正確，也不能夠算是有效打擊。薙刀術的殘心規則與劍道並無差異。在劍道的比賽中，也有過得了「一本」，然後做出勝利手勢或誇張的勝利姿勢，因而被取消「一本」的情形。
在空手道的殘心是，以完全感知的狀態把握自己周遭的敵人，做好反擊準備的意思。柔術的殘心是，比出拳的速度更快的收拳。而在柔道中，將對手摔出後，不破壞自己的平衡，做好要「寢技」的準備。在合氣道中，對已被自己摔出的對手保持警戒，以預備再次攻擊的場合來做好準備的姿態，謂之殘心。
在武術中的殘心是，不只是身體姿態的準備對應，也是心理姿態的準備，根據不同的流派，有前心、通心、残心等等說法。

## 藝術中的残心
有關茶道中的残心，千利休的短歌作如下描述。
|  | 手離開茶器之時，保持與愛人分別時的餘韻。 |

又如井伊直弼的《茶湯一会集》所述，客人離開時，開始大聲講話、啪一聲地關門、突然轉身開始迅速收拾等等行為是不應該的。從客人回去到看不見客人為止，就算那位客人無法看見，仍然目送對方。之後，主人一個人安靜地回到茶室泡茶，思慮、回味著與今日相同的見面不會再有第二次了。這個作法是珍重回憶的表現，也就是茶道術語「余情残心」的意思。
在日本舞中的残心是，用來區分主舞結束，要表現出尚未結束的感覺。與弓道相同，到最後為止都不鬆懈，全身至指尖腳尖的神經為止，在進行「終舞」之前都還在跳舞。

## 脚注
1. ↑  月水庵『剣道&居合道』 的存檔，存档日期2009-03-04.
2. ↑  弓道への誘い『弓道八節、第八節「残心（残身）」』 的存檔，存档日期2014-07-18.
3. ↑  伊丹市教育委員会 保健体育課『なぎなた競技の見方（ルール）』 的存檔，存档日期2012-11-04.
4. ↑  亀仙人『鬼手八方の基本動作』[永久]
5. ↑  『天神真楊流柔術極意教授図解』 （初版 明治26年発行）において、これらの心構えの説明がある。
6. ↑  壷中庵 喫茶の世界『茶道百首歌』[永久]
7. ↑  .   [2016-05-02]. （原始内容存档于2018-07-30）.